# HD 181433
HD 181433 är en ensam stjärna belägen i den mellersta delen av stjärnbilden Påfågeln. Den har en skenbar magnitud av ca 8,38 och kräver åtminstone en stark handkikare eller ett mindre teleskop för att kunna observeras. Baserat på parallaxmätning inom Hipparcosuppdraget på ca 37,4 mas, beräknas den befinna sig på ett avstånd på ca 87 ljusår (ca 27 parsek) från solen. Den rör sig bort från solen med en heliocentrisk radialhastighet på ca 38 km/s.

## Egenskaper
HD 181433 är en orange till gul stjärna i huvudserien av spektralklass K5 V. Den har en massa som är ca 0,86 solmassor, en radie som är ca 0,74 solradier och har ca 0,37 gånger solens utstrålning av energi från dess fotosfär vid en effektiv temperatur av ca 4 900 K.

## Planetsystem
Sedan 2008 anses tre exoplaneter kretsa kring stjärnan. Deras upptäckt tillkännagavs 2008 och upptäcktsrapporten publicerades 2009. Den inre planeten har en massa som är minst 7,5 jordmassor och kallas en superjord (denna klassificering är enbart baserad på planetens massa och bör inte tas till intäkt för att planeten kan ha jordliknande förhållanden). Mellanplaneten och den yttre planeten är gasjättar. Omloppstiden för planeten d är osäker och mer data krävs för att avgränsa dess omloppsposition.
| Planet | Massa        | Halv storaxel (AE) | Siderisk omloppstid (d) | Excentricitet | Inklination | Radie |
| ------ | ------------ | ------------------ | ----------------------- | ------------- | ----------- | ----- |
| b      | ≥0,0238 ± MJ | 0,080 ±            | 9,3743 ± 0,0019         | 0,396 ± 0,062 | -           | -     |
| c      | ≥0,64 ± MJ   | 1,76 ±             | 962 ± 15                | 0,28 ± 0,02   | -           | -     |
| d      | ≥0,54 ± MJ   | 3,00±              | 2 172 ± 158             | 0,48 ± 0,05   | -           | -     |